# Ginestra
För andra betydelser, se Ginestra (olika betydelser).
Ginestra (på arberesjiska Xhinestra) är en arberesjisktbefolkade ort och en kommun i provinsen Potenza i regionen Basilicata i Italien. Kommunen hade 751 invånare (2017) och gränsar till kommunerna Barile, Forenza, Maschito, Ripacandida och Venosa.